# Alphonse Colàs
Alphonse-Victor Colas (Lilla, 25 de setembre de 1818 - 11 de juliol de 1887) fou un pintor francès.
Fou deixeble de Souchon i pensionat a Roma, pel municipi de la seva ciutat nadiua. En retornar d'Itàlia, fou nomenat director de l'escola de pintura de Lilla on entre d'altres alumnes tingué a Léon-François Comerre. En la seva ciutat natal s'hi conserven quatre llenços religiosos, en l'església de Sant Andreu; en la cúpula de l'església de Nostra Senyora, de Roubaix, Colàs i pintà la Coronació de la Verge.